# Екатериновский (Ставропольский край)
Екатери́новский — хутор в Кочубеевском районе (муниципальном округе) Ставропольского края России.
До 16 марта 2020 года входил в состав сельского поселения Заветненский сельсовет.

## География
Расстояние до краевого центра: 41 км.
Расстояние до районного центра: 21 км.
В границах населённого пункта расположено общественное открытое кладбище площадью 2 тыс. м².

## Население
| 1989 | 2002 | 2010 | 2014 | 2021 |
| ---- | ---- | ---- | ---- | ---- |
| 81   | ↘78  | ↘50  | →50  | ↘24  |

По данным переписи 2002 года в национальной структуре населения преобладают русские (95 %).